# Maria Verónica Reina
Maria Verónica Reina (Rosario, 15 de junio de 1964-Ibidem,  27 de octubre de 2017) fue una psicóloga educativa argentina y activista que hizo campaña internacionalmente por la defensa de los derechos de las personas con discapacidad. En representación del International Disability and Development Consortium, fue una de las principales contribuyentes en las negociaciones de la Convención de las Naciones Unidas sobre los Derechos de las Personas con Discapacidades.

## Primeros años
Nacida en Argentina el 15 de junio de 1964, Maria Verónica Reina quedó discapacitada por un accidente de tráfico a la edad de 17 años cuando cursaba su último año escolar. Sin embargo, después de un período en el hospital, pudo completar sus estudios. Tenía la esperanza de convertirse en maestra, pero se le denegó la entrada a los estudios educativos ya que las personas discapacitadas no estaban autorizadas a enseñar en Argentina. Logró superar estas dificultades optando por estudiar psicología educativa, graduándose en la Universidad Católica de Santa Fe en Educación Especial para Integración Escolar. Después obtuvo una maestría en Educación y Enseñanza Abierta y a Distancia de la Universidad Nacional de Educación a Distancia de España.

## Carrera
Reina desarrolló experiencia trabajando en varias instituciones, incluyendo el Instituto Universitario San Martín en Rosario, Argentina; la Organización de Personas Discapacitadas Argentina, Cilsa; Center For International Rehabilitation, Chicago (1997); el Instituto para la Defensa Internacional de la Incapacidad; el Instituto para la Cooperación y el Desarrollo Internacional; y el Centro de Rehabilitación Internacional.
Trabajó cómo directora de proyectos internacionales en el Instituto Burton Blatt (BBI) de la Universidad de Siracusa en Washington D. C. desde 2006. En 2008, con el apoyo del BBI y del Banco Mundial, fue nombrada como primera directora ejecutiva de la Alianza Mundial para la Discapacidad y el Desarrollo. La alianza se propuso promover la inclusión de las personas discapacitadas en las políticas y prácticas a través de las agencias de desarrollo. Participó activamente en el Comité Ad hoc de las Naciones Unidas para la Convención sobre Discapacidad.
En las negociaciones sobre la Convención de la ONU, involucró a organizaciones de personas con discapacidad de todo el mundo en su compromiso con los derechos humanos universales para las personas con discapacidad en un mundo inclusivo, accesible y sustentable. En su papel como coordinadora del International Disability Caucus representó a las personas con discapacidad durante las negociaciones. Ella moderó eficazmente las comunicaciones y logró el consenso entre las partes interesadas con diferentes intereses. Presidió reuniones y conferencias, moderó comunicaciones y coordinó la traducción y distribución de documentación en castellano para América Latina.
En los meses previos a su muerte, ayudó a promover la eficacia del Grupo de partes interesadas de personas con discapacidad en el marco de la International Disability Alliance. En una reunión consultiva de las Naciones Unidas en Buenos Aires, buscó reforzar el papel de la comunidad de personas con discapacidad en el desarrollo de la Convención sobre los Derechos de las Personas con Discapacidad.
Maria Verónica Reina falleció en su ciudad natal, Rosario, el 27 de octubre de 2017. Tenía 54 años.